# Kristin Ytterstad Pettersen
Kristin Ytterstad Pettersen (Fana, Noruega; 8 de enero de 1969) es una ingeniera noruega cuya investigación involucra la teoría del control no lineal y su aplicación para controlar el movimiento tanto de embarcaciones como de serpientes. Es profesora de ingeniería cibernética en la Universidad Noruega de Ciencia y Tecnología y fundadora de Eelume AS.

## Educación y carrera
Pettersen nació el 28 de enero de 1969 en Fana. Obtuvo una maestría en ingeniería cibernética del Instituto Noruego de Tecnología en 1991 y completó un doctorado. en la Universidad Noruega de Ciencia y Tecnología (NTNU) en 1996. Se unió a la facultad de NTNU en el mismo año. Fue jefa del departamento de ingeniería cibernética de 2011 a 2013, y trabajó como directora ejecutiva de Eelume de 2015 a 2016. 

## Reconocimiento
Pettersen es miembro de la Real Sociedad Noruega de Ciencias y Letras, elegida en 2018, y también fue elegida miembro de la Academia Noruega de Ciencias Tecnológicas en 2013. Se convirtió en miembro del IEEE en 2017.
Es la ganadora en 2020 del Premio de la Conferencia Hendrik Wade Bode de la Sociedad de Sistemas de Control IEEE.